# Корнер, Джованни (кардинал)
Джованни Корнер (итал. Giovanni Corner ; 30 июня 1720, Венеция, Венецианская республика — 29 марта 1789, Рим, Папская область) — итальянский куриальный кардинал. Губернатор Рима и вице-камерленго Святой Римской Церкви с 2 декабря 1775 по 1 июня 1778. Кардинал-дьякон с 1 июня 1778, с титулярной диаконией Сан-Чезарео-ин-Палатио с 20 июля 1778.